# 英二
『英二』（えいじ）は、1999年に公開された日本の映画。黒土三男監督の3作目の作品で、長渕剛の主演映画第3弾。フジテレビ制作・東映配給。
1988年に放送されたテレビドラマ『とんぼ』（TBS系列）及び、1997年に放送された『英二ふたたび』（フジテレビ）のその後を描いた作品。

## あらすじ
小川英二は8年の刑期を勤めて出所後、八田興業を壊滅させるが、舎弟の常吉は組長・湯沢を射殺して服役中であった。身寄りも仲間もいない英二は、西にいることしか分かっていない10年前に姿を消した妹のあずさを捜すため、単身九州を訪れ熊本にたどり着く。
英二はかつて世話になった松こと河合松次郎のところに身を寄せ、熊本の組織である村川組に世話になるが、松はそのことに反対する。熊本で日本語を話せない若く美しい中国人女性・梅花（メイホウ）と出会う。英二の部屋から帰ろうとしない梅花を追い払おうとするが、やがて魅かれ合う。
しかし英二は、梅花が日本へ密入国した身であること、村川組に騙され売春婦をさせられていることを知り、彼女を村川組から救い出し中国に帰してやろうと決意する。そんな時、英二はあずさが鹿児島にいると知る。既に結婚していたあずさを訪ねて鹿児島に出向くが、あずさもかつて同じように村川組から酷い仕打ちを受けていたことを知り、英二はあずさと無事再会を果たした。そのころ梅花には村川組の魔の手が迫っていた。
英二は、あずさと梅花の復讐をすべく、アサルトライフルで武装し村川組へ単身乗り込む。

## キャスト
- 小川英二（おがわえいじ） - 長渕剛
- 梅花（メイホウ、中国人の女性） - イ・ナヨン
- 水戸常吉（みとつねよし、英二の元舎弟） - 哀川翔
- 森島あずさ（もりしまあずさ、英二の妹） - 若林しほ
- 村川正次（むらかわしょうじ、村川組組長） - 高橋長英
- 小坂洋三（こさかようぞう、英二の舎弟） - 小坂徳利
- 品田（しなだ、村川組組員） - 上田耕一
- 生駒（なまごめ、村川組組員） - 渡辺哲
- 中井（なかい、会社社長） - 三遊亭遊三
- 塚田（つかだ、悪徳政治家） - 十貫寺梅軒
- 梶（かじ、村川組組員） - モロ師岡
- 森島健一（もりしまけんいち、あずさの夫） - 新保智
- 松井（まつい、最初に登場する狂気の高校生） - 橋本亘平
- 堂本高志（どうもとたかし、篠組若頭） - 石倉三郎（友情出演）
- 河合松次郎（かわいまつじろう、喫茶店マスター） - 松村達雄
- 小坂徳利、豊嶋稔、伊方勝、中松俊哉、松田清彦、高杉航大、七森美江、井上尚子、江戸松徹、瀬木一将、田淵景也、島津健太郎、草凪純　ほか

## 製作

### スタッフ
- 監督・脚本：黒土三男
- 音楽：長渕剛、笛吹利明、瀬尾一三
- 原案：長渕剛
- 撮影：戸澤潤一
- 照明：吉角荘介
- 美術：今村力、赤塚訓
- 編集：新居晃
- 録音：柴山申広
- スクリプター：松澤一美
- スチル：大川奨一郎、阿部昌弘
- 監督補：武藤浩之
- 製作担当：大塚泰之
- 音響効果：柴崎憲治
- 特殊メイク：江川悦子、神田文裕、寺田まゆみ
- ビジュアルエフェクト：ビッグエックス（松本肇）
- 操演：スプリームエフェクト（羽鳥博幸）
- スタントコーディネーター：釼持誠
- カースタント：TA・KA
- ガンエフェクト：BIGSHOT
- MA：東京テレビセンター
- 現像：東映化学
- スタジオ：日活撮影所
- ロケ協力：熊本市、熊本市交通局、桜島町観光課、岩国市商工観光課　ほか
- プロデューサー補： 和井内貞宣、出目宏、目澤哲、佐々木啓雄
- プロデューサー： 服部紹男、佐々木啓雄
- 企画：黒澤満
- 製作協力：セントラルアーツ、ケイセブン
- 製作：東映、フジテレビジョン、オフィスレン、東映ビデオ
- 配給：東映

### 主題歌
- 主題歌「とんぼ」（作詞・作曲：長渕剛／歌：長渕剛）

## 映像ソフト
| 発売日         | 規格       | 規格品番   | 備考                        |
| 東映ビデオ     | 東映ビデオ | 東映ビデオ | 東映ビデオ                  |
| -------------- | ---------- | ---------- | --------------------------- |
| 1999年11月21日 | VHS        | VRTB000925 |                             |
| 2003年2月21日  | DVD        | DSTD-02078 | 『長渕剛BOX THE MOVIE』収録 |
| 2005年9月21日  | DVD        | DCTD-2088  | 廉価版                      |
| 2009年6月1日   | DVD        | DCTD-2088  |                             |

## 作品の評価
- ドラマ『とんぼ』にてあずさを演じた仙道敦子は出演せず、同役は若林しほが務めた。また松役のキャストも植木等から松村達雄に変更されている。そのほか、『とんぼ』では鉄を演じた石倉三郎だが、既に鉄が死亡しているため今作では別役となっている（ただし役柄はほぼ鉄と同じ）。
- 本作の演出を巡って、監督の黒土と主演の長渕は対立。現在両者の間に交友関係はない。